# جورج بانير
جورج بانير (بالإنجليزية: George Banner)‏ (21 يناير 1864 - 20 مارس 1890) هو لاعب كريكت بريطاني (وحمل سابقاً جنسية المملكة المتحدة لبريطانيا العظمى وأيرلندا).